# Kleinmölsen
Kleinmölsen è un comune di 303 abitanti della Turingia, in Germania.
Appartiene al circondario di Sömmerda ed è amministrato dalla Verwaltungsgemeinschaft Gramme-Vippach.

### Esplicative
1. ↑  Letteralmente: «Mölsen piccola», in contrapposizione alla vicina Großmölsen – «Mölsen grande».

### Bibliografiche
1. 1 2  Ente statistico della Turingia - Dati sulla popolazione